# Hans Ernst Karl von Zieten
Hans Ernst Karl von Zieten (Dechtow 5 maart 1770 - Warmbrunn 3 mei 1848) was een Pruisisch maarschalk.
In 1789 werd hij onderluitenant. In 1793 diende hij onder Friedrich Adolf von Kalckreuth. In 1800 werd hij majoor. Op 18 februari 1809 werd hij kolonel en op 20 maart 1813 generaal-majoor.
Op mei 1813 lokte hij bij Chojnów de troepen van generaal Nicolas Joseph Maison in een hinderlaag. In 1814 won hij de Slag bij Laon met een omsingeling. Op 18 juni 1815 hielp hij in de Slag bij Waterloo Arthur Wellesley. 's Namiddags vielen de Fransen de linkervleugel van de Britten aan. von Zieten had van Gebhard Leberecht von Blücher bevel gekregen om ter plaatse te blijven, maar Karl von Müffling zette von Zieten tot de aanval aan. Op 20 juli won von Zieten de slag bij Issy-les-Moulineaux tegen Dominique Vandamme, waarna Parijs zich overgaf.
Graaf August Neidhardt von Gneisenau zei over hem: "Generaal von Zieten is een van onze beste ondergeneralen. Hij ziet nooit problemen en voert zonder tegenspraak uit wat hem opgedragen wordt."
Hij ging in 1839 met pensioen als veldmaarschalk.

## Militaire loopbaan
- Fahnenjunker: 1785[2]
- Kornett: 2 februari 1788[2]
- Leutnant: 29 mei 1790[2][4]
- Oberleutnant:
- Rittmeister: 7 december 1793[2][4]
- Major: 12 juni 1800[2]
- Oberstleutnant: 14 juni 1807[4]- 21 mei 1807[2]
- Oberst: 21 juni 1809[4]- 1 juni 1809[2]
- Generalmajor: 30 maart 1813[2][4]
- Generalleutnant: 9 december 1813[2][4]
- Generalfeldmarschall: 9 februari 1839[4]- 6 februari 1839[2]

## Onderscheidingen
- Pour le Mérite op 5 december 1792[2][5]
  - Eikenloof op 5 september 1813[2][6]
  - Gouden Kroon op 18 juli 1844
- IJzeren Kruis 1813, 1e klasse[2]
- In de Graaf stand verheven op 3 september 1817[4]
- Ridder in de Orde van de Zwarte Adelaar
  - Brillanten op 26 mei 1835
- Grootkruis in de Orde van de Rode Adelaar in 1814[4]
- Grootkruis in de Orde van Militaire Verdienste in 1816[4]
- Ridder Grootkruis in de Orde van het Bad in 1819
- Alexander Nevski-orde in 1829[4]
- Orde van Sint-Andreas de Eerstgeroepene in 1836[4]
- Orde van Sint-George, 2e klasse op 9 februari 1817
- Grootkruis in de Orde van de Heilige Stefanus in 1830[4]

- Gemeinsame Normdatei: 116989890
- International Standard Name Identifier: 0000 0000 0978 5212
- Library of Congress Control Number: no2021086895
- Nationale Bibliotheek van Tsjechië: xx0316334
- Système universitaire de documentation: 19270737X
- Virtual International Authority File: 35222618